# Złoty Glob dla najlepszej aktorki w serialu dramatycznym

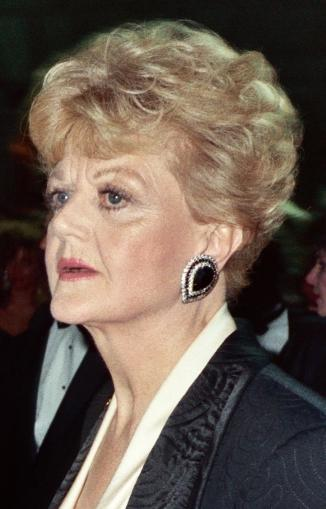
Angela Lansbury – laureatka Złotych Globów w 1984.

Złoty Glob dla najlepszej aktorki w serialu dramatycznym to kategoria Złotych Globów, przyznawana od 1969 roku przez Hollywoodzkie Stowarzyszenie Prasy Zagranicznej. Jest przyznawana aktorkom, odgrywającym pierwszoplanowe role w tzw. serialach dramatycznych.
Laureatki są zaznaczone pogrubionym drukiem. Obok nich podane są role, za jaką otrzymały nagrodę.

## 1980-89
| 1980 | 1981 |
| --- | --- |
| - Yōko Shimada – Szogun jako Toda Buntaro - Barbara Bel Geddes – Dallas jako pani Ellie Ewing - Linda Gray – Dallas jako Sue Ellen Ewing - Melissa Gilbert – Domek na prerii jako Laura Ingalls - Stefanie Powers – Hart to Hart jako Jennifer Hart                                                                              | - Linda Evans – Dynastia jako Krystle Carrington - Barbara Bel Geddes – Dallas jako pani Ellie Ewing - Joan Collins – Dynastia jako Alexis Carrington - Morgan Fairchild – Flamingo Road jako Constance Weldon Carlyle - Linda Gray – Dallas jako Sue Ellen Ewing - Stefanie Powers – Hart to Hart jako Jennifer Hart |
| 1982 | 1983 |
| - Joan Collins – Dynastia jako Alexis Carrington - Linda Evans – Dynastia jako Krystle Carrington - Stefanie Powers – Hart to Hart jako Jennifer Hart - Victoria Principal – Dallas jako Pamela Barnes Ewing - Jane Wyman – Falcon Crest jako Angela Channing                                                                    | - Jane Wyman – Falcon Crest jako Angela Channing - Joan Collins – Dynastia jako Alexis Carrington - Tyne Daly – Cagney i Lacey jako Mary Beth Lacey - Linda Evans – Dynastia jako Krystle Carrington - Stefanie Powers – Hart to Hart jako Jennifer Hart                                                              |
| 1984 | 1985 |
| - Angela Lansbury – Napisała: Morderstwo jako Jessica Fletcher - Joan Collins – Dynastia jako Alexis Carrington - Tyne Daly – Cagney i Lacey jako Mary Beth Lacey - Linda Evans – Dynastia jako Krystle Carrington - Sharon Gless – Cagney i Lacey jako Christine Lacey - Kate Jackson – Scarecrow and Mrs King jako Amanda King | - Sharon Gless – Cagney i Lacey jako Christine Lacey - Joan Collins – Dynastia jako Alexis Carrington - Tyne Daly – Cagney i Lacey jako Mary Beth Lacey - Linda Evans – Dynastia jako Krystle Carrington - Angela Lansbury – Napisała: Morderstwo jako Jessica Fletcher                                               |
| 1986 | 1987 |
| - Angela Lansbury – Napisała: Morderstwo jako Jessica Fletcher - Joan Collins – Dynastia jako Alexis Carrington - Tyne Daly – Cagney i Lacey jako Mary Beth Lacey - Sharon Gless – Cagney i Lacey jako Christine Cagney - Connie Sellecca – Hotel jako Christine Francis                                                         | - Susan Dey – Prawnicy z Miasta Aniołów jako Grave Van Owen - Jill Eikenberry – Prawnicy z Miasta Aniołów jako Ann Kelsey - Sharon Gless – Cagney i Lacey jako Christine Cagney - Linda Hamilton – Piękna i Bestia jako Catherine Chandler - Angela Lansbury – Napisała: Morderstwo jako Jessica Fletcher             |
| 1988 | 1989 |
| - Jill Eikenberry – Prawnicy z Miasta Aniołów jako Ann Kelsey - Susan Dey – Prawnicy z Miasta Aniołów jako Grace Van Owen - Sharon Gless – Cagney i Lacey jako Christine Cagney - Linda Hamilton – Piękna i Bestia jako Catherine Chandler - Angela Lansbury – Napisała: Morderstwo jako Jessica Fletcher                        | - Angela Lansbury – Napisała: Morderstwo jako Jessica Fletcher - Dana Delany – China Beach jako Colleen McMurphy - Susan Dey – Prawnicy z Miasta Aniołów jako Grave Van Owen - Jill Eikenberry – Prawnicy z Miasta Aniołów jako Ann Kelsey - Mel Harris – thirtysomething jako Hope Murdoch Steadman                  |

## 1990-99
| 1990 | 1991 |
| --- | --- |
| - Sharon Gless – The Trials of Rosie O’Neill jako Fiona Rose O’Neill - Patricia Wettig – thirtysomething jako Nancy Weston - Dana Delany – China Beach jako Colleen McMurphy - Susan Dey – Prawnicy z Miasta Aniołów jako Grave Van Owen - Jill Eikenberry – Prawnicy z Miasta Aniołów jako Ann Kelsey - Angela Lansbury – Napisała: Morderstwo jako Jessica Fletcher | - Angela Lansbury – Napisała: Morderstwo jako Jessica Fletcher - Susan Dey – Prawnicy z Miasta Aniołów jako Grace Van Owen - Sharon Gless – The Trials of Rosie O’Neill jako Fiona Rose O’Neill - Marlee Matlin – Reasonable Doubts jako Tess Kaufman - Janine Turner – Przystanek Alaska jako Maggie O’Connell |
| 1992 | 1993 |
| - Regina Taylor – I’ll Fly Away jako Lily Harper - Mariel Hemingway – Civil Wars jako Sydney Guiford - Angela Lansbury – Napisała: Morderstwo jako Jessica Fletcher - Marlee Matlin – Reasonable Doubts jako Tess Kaufman - Janine Turner – Przystanek Alaska jako Maggie O’Connell                                                                                   | - Kathy Baker – Gdzie diabeł mówi dobranoc jako Jill Brock - Heather Locklear – Melrose Place jako Amanda Woodward - Jane Seymour – Doktor Quinn jako Dr Michaela Quinn - Janine Turner – Przystanek Alaska jako Maggie O’Connell - Sela Ward – Sisters jako Theodora „Teddy” Reed                              |
| 1994 | 1995 |
| - Claire Danes – Moje tak zwane życie jako Angela Chase - Kathy Baker – Gdzie diabeł mówi dobranoc jako Jill Brock - Angela Lansbury – Napisała: Morderstwo jako Jessica Fletcher - Heather Locklear – Melrose Place jako Amanda Woodward - Jane Seymour – Doktor Quinn jako Dr Michaela Quinn                                                                        | - Jane Seymour – Doktor Quinn jako Dr Michaela Quinn - Gillian Anderson – Z Archiwum X jako Dana Scully - Kathy Baker – Gdzie diabeł mówi dobranoc jako Jill Brock - Heather Locklear – Melrose Place jako Amanda Woodward - Sherry Stringfield – Ostry dyżur jako Dr Susan Lewis                               |
| 1996 | 1997 |
| - Gillian Anderson – Z Archiwum X jako Dana Scully - Christine Lahti – Szpital Dobrej Nadziei jako Dr Kate Austin - Heather Locklear – Melrose Place jako Amanda Woodward - Jane Seymour – Doktor Quinn jako Dr Michaela Quinn - Sherry Stringfield – Ostry dyżur jako Dr Susan Lewis                                                                                 | - Christine Lahti – Szpital Dobrej Nadziei jako Dr Kate Austin - Gillian Anderson – Z Archiwum X jako Dana Scully - Kim Delaney – Nowojorscy gliniarze jako Diane Russell - Roma Downey – Dotyk anioła jako Monica - Julianna Margulies – Ostry dyżur jako Carol Hathaway                                       |
| 1998 | 1999 |
| - Keri Russell – Felicity jako Felicity Porter - Gillian Anderson – Z Archiwum X jako Dana Scully - Kim Delaney – Nowojorscy gliniarze jako Diane Russell - Roma Downey – Dotyk anioła jako Monica - Julianna Margulies – Ostry dyżur jako Carol Hathaway | - Edie Falco – Rodzina Soprano jako Carmela Soprano - Lorraine Bracco – Rodzina Soprano jako Dr Jennifer Melfi - Amy Brenneman – Potyczki Amy jako Amy Gray - Julianna Margulies – Ostry dyżur jako Carol Hathaway - Sela Ward – Once and Again jako Lily Manning                                               |

## 2000–2009
| 2000 | 2001 |
| --- | --- |
| - Sela Ward – Once and Again jako Lily Manning - Jessica Alba – Cień anioła jako Max Guevara - Lorraine Bracco – Rodzina Soprano jako Dr Jennifer Melfi - Amy Brenneman – Potyczki Amy jako Amy Gray - Edie Falco – Rodzina Soprano jako Carmela Soprano - Sarah Michelle Gellar – Buffy: Postrach wampirów jako Buffy Summers | - Jennifer Garner – Agentka o stu twarzach jako Sydney Bristow - Lorraine Bracco – Rodzina Soprano jako Dr Jennifer Melfi - Amy Brenneman – Potyczki Amy jako Amy Gray - Edie Falco – Rodzina Soprano jako Carmela Soprano - Lauren Graham – Kochane kłopoty jako Lorelai Gilmore - Marg Helgenberger – CSI: Kryminalne zagadki Las Vegas jako Catherine Willows - Sela Ward – Once and Again jako Lily Manning |
| 2002 | 2003 |
| - Edie Falco – Rodzina Soprano jako Carmela Soprano - Jennifer Garner – Agentka o stu twarzach jako Sydney Bristow - Rachel Griffiths – Sześć stóp pod ziemią jako Brenda Chenowith - Marg Helgenberger – CSI: Kryminalne zagadki Las Vegas jako Catherine Willows - Allison Janney – Prezydencki poker jako C.J. Cregg        | - Frances Conroy – Sześć stóp pod ziemią jako Ruth Fisher - Jennifer Garner – Agentka o stu twarzach jako Sydney Bristow - Allison Janney – Prezydencki poker jako C.J. Cregg - Joely Richardson – Bez skazy jako Julia McNamara - Amber Tamblyn – Joan z Arkadii jako Joan Girardi |
| 2004 | 2005 |
| - Mariska Hargitay – Prawo i bezprawie jako det. Olivia Benson - Edie Falco – Rodzina Soprano jako Carmela Soprano - Jennifer Garner – Agentka o stu twarzach jako Sydney Bristow - Christine Lahti – Jack & Bobby jako Grace McCallister - Joely Richardson – Bez skazy jako Julia McNamara                                   | - Geena Davis – Pani prezydent jako prezydent Mackenzie Allen - Patricia Arquette – Medium jako Allison DuBois - Glenn Close – The Shield: Świat glin jako Monica Rawling - Kyra Sedgwick – Podkomisarz Brenda Johnson jako det. Brenda Leigh Johnson - Polly Walker – Rzym jako Atia |
| 2006 | 2007 |
| - Kyra Sedgwick – Podkomisarz Brenda Johnson jako det. Brenda Leigh Johnson - Patricia Arquette – Medium jako Allison DuBois - Edie Falco – Rodzina Soprano jako Carmela Soprano - Evangeline Lilly – Lost: Zagubieni jako Kate Austen - Ellen Pompeo – Chirurdzy jako Meredith Grey                                           | - Glenn Close – Układy jako Patty Hewes - Patricia Arquette – Medium jako Allison DuBois - Minnie Driver – The Riches jako Dahlia Malloy - Edie Falco – Rodzina Soprano jako Carmela Soprano - Sally Field – Bracia i siostry jako Nora Walker - Holly Hunter – Ocalić Grace jako det. Grace Hanadarko - Kyra Sedgwick – Podkomisarz Brenda Johnson jako det. Brenda Leigh Johnson                              |
| 2008 | 2009 |
| - Anna Paquin – Czysta krew jako Sookie Stackhouse - Sally Field – Bracia i siostry jako Nora Walker - Mariska Hargitay – Prawo i bezprawie jako det. Olivia Benson - January Jones – Mad Men jako Betty Draper - Kyra Sedgwick – Podkomisarz Brenda Johnson jako det. Brenda Leigh Johnson                                    | - Julianna Margulies – Żona idealna jako Alicia Florrick - Glenn Close – Układy jako Patty Hewes - January Jones – Mad Men jako Betty Draper - Anna Paquin – Czysta krew jako Sookie Stackhouse - Kyra Sedgwick – Podkomisarz Brenda Johnson jako det. Brenda Leigh Johnson |

## 2010–2019
| 2010 | 2011 |
| --- | --- |
| - Katey Sagal – Synowie Anarchii jako Gemma Teller Morrow - Julianna Margulies – Żona idealna jako Alicia Florrick - Elisabeth Moss – Mad Men jako Peggy Olson - Piper Perabo – Kamuflaż jako Annie Walker - Kyra Sedgwick – Podkomisarz Brenda Johnson jako det. Brenda Leigh Johnson      | - Claire Danes – Homeland jako Carrie Mathison - Julianna Margulies – Żona idealna jako Alicia Florrick - Mireille Enos – Dochodzenie jako Sarah Linden - Madeleine Stowe – Zemsta jako Victoria Grayson - Callie Thorne – Nie ma lekko jako Danielle „Dani” Santino                              |
| 2012 | 2013 |
| - Claire Danes – Homeland jako Carrie Mathison - Connie Britton – Nashville jako Rayna James - Glenn Close – Układy jako Patty Hewes - Michelle Dockery – Downton Abbey jako Lady Mary Crawley - Julianna Margulies – Żona idealna jako Alicia Florrick                                     | - Robin Wright – House of Cards jako Claire Underwood - Julianna Margulies – Żona idealna jako Alicia Florrick - Tatiana Maslany – Orphan Black jako różne postacie - Taylor Schilling – Orange Is the New Black jako Piper Chapman - Kerry Washington – Skandal jako Olivia Pope                 |
| 2014 | 2015 |
| - Ruth Wilson – The Affair jako Alison Lockhart - Claire Danes – Homeland jako Carrie Mathison - Viola Davis – Sposób na morderstwo jako profesor Annalise Keating - Julianna Margulies – Żona idealna jako Alicia Florrick - Robin Wright – House of Cards jako Claire Underwood           | - Taraji P. Henson – Imperium jako Cookie Lyon - Caitriona Balfe – Outlander jako Claire Elizabeth Beauchamp / Randall Fraser - Viola Davis – Sposób na morderstwo jako profesor Annalise Keating - Eva Green – Dom grozy jako Vanessa Ives - Robin Wright – House of Cards jako Claire Underwood |
| 2016 | 2017 |
| - Claire Foy – The Crown jako Elżbieta II - Caitriona Balfe – Outlander jako Claire Elizabeth Beauchamp / Randall Fraser - Keri Russell – Zawód: Amerykanin jako Elizabeth Jennings - Winona Ryder – Stranger Things jako Joyce Byers - Evan Rachel Wood – Westworld jako Dolores Abernathy | - Elisabeth Moss – Opowieść podręcznej jako June Osborne/Offred - Caitriona Balfe – Outlander jako Claire Fraser - Claire Foy – The Crown jako Elżbieta II - Maggie Gyllenhaal – Kroniki Times Square jako Eileen „Candy” Merrell - Katherine Langford – Trzynaście powodów jako Hannah Baker     |

## Wielokrotni zwycięzcy w tej kategorii
| Statystyka                          | Aktorka         | Łącznie | Lata                                       |
| ----------------------------------- | --------------- | ------- | ------------------------------------------ |
| Najczęściej wygrywająca             | Angela Lansbury | 4       | 1984, 1986, 1989, 1991                     |
| Najczęściej nominowana              | Sharon Gless    | 7       | 1985, 1986*, 1987, 1988, 1989, 1991*, 1992 |
| Najczęściej nominowana              | Edie Falco      | 7       | 2000*, 2001, 2002, 2003*, 2005, 2007, 2008 |
| Najczęściej nominowana bez wygranej | Stefanie Powers | 5       | 1979, 1980, 1981, 1982, 1983               |

Najczęściej zwyciężające:
- 4 wygrane
  - Angela Lansbury (1984, 1986, 1989, 1991)
- 2 wygrane
  - Lee Remick (1973, 1975)
  - Sharon Gless (1985, 1990)
  - Edie Falco (1999, 2002)